# Kanga Force
A Kanga Force ausztrál alakulat volt a második világháborúban Új-Guineán, 1942-ben és 1943-ban.

## Története
1942 áprilisában az ausztrál hadvezetés úgy döntött, hogy létrehoz egy gerillaegységet, a Kanga Force-t, amely először csak megfigyeli, később viszont támadásokkal zaklatja az új-guineai japán erőket Lae és Salamaua térségében. A két településen a japánok erőteljes repülőtéri fejlesztésbe fogtak, ami veszélyeztette a szövetségesek térségbeli bázisait. Az első egységet az Első Független Század (1st Independent Company) egyik szakaszából alakították ki, amely erősítésként érkezett Port Moresbybe. Május 12-én Norman Fleay őrnagyot nevezték ki parancsnoknak. Azt az utasítást kapta, hogy a Markham-völgyből hajtson majd végre váratlan támadást Lae és Salamua ellen.

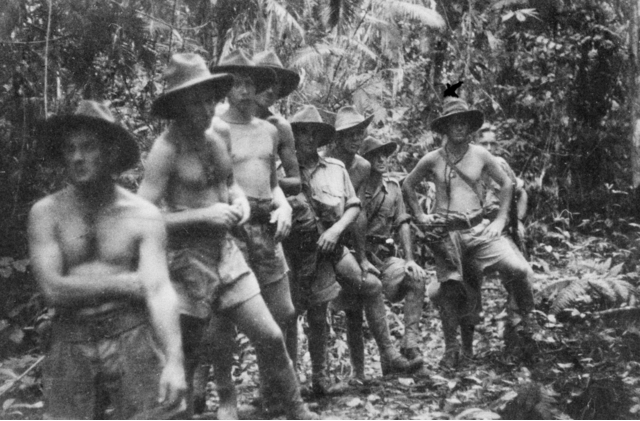
Ausztrál katonák Bulwától nyugatra, a Bulolo-völgyben

Május 23-án amerikai repülőgépek Port Moresbyből erősítést vittek a Kanga Force-nak a waui repülőtérre. Az egység légi úton, illetve vízi úton kapott ellátmányt. Az utóbbi esetben a rakományt a Lakekamu-folyó torkolatánál rakták ki, majd onnan kenukkal vitték tovább, végül pedig bennszülöttek cipelték végig az úgynevezett Bulldog ösvényen.
Június elején a Kanga Force Wau környékén gyűlt össze, bár kisebb egységei Bulwában és Mubóban állomásoztak, hogy megfigyeljék a japánok mozgását. Számításaik szerint kétezer japán állomásozott Laében, 250 pedig Salamuában. Az ausztrálok 700-an voltak, de csak 450-en voltak bevethetőek. A rendelkezésre álló katonák közül többeknek védelmi feladataik voltak, így rájuk sem számíthatott a bevetéseken Fleay őrnagy.
Az egység több támadást indított a japánok, elsősorban a Heath-ültetvény ellen, amely fő akadálya volt egy Lae elleni támadásnak. A Kanga Force rádióállomásokat, repülőtéri berendezéseket, raktárakat semmisített meg. Június 29-én az ültetvényt 58 ausztrál támadta meg. A harcokban elesett a csapat vezetője, Kneen őrnagy, két katona megsebesült. Ugyanezen a napon 71 katona megtámadta Salamauát, és száz japánt megölt. Kis mennyiségű felszerelést, valamint dokumentumokat, térképeket, terveket zsákmányoltak.
A japánok válaszul megtámadták Waut, de az ausztrálok visszaverték őket. A Kanga Force-t, amelynek ütőképességét az akadozó ellátmány és a betegségek aláásták, 1943. április 23-án oszlatták fel. Az egység tagjai betagozódtak a 3. Hadosztályba, és részt vettek Salamau ostromában.